# Noord-Sulawesi
Noord-Sulawesi (Indonesisch: Sulawesi Utara), vroeger ook wel Noord-Celebes genoemd, is een provincie van Indonesië met 1,97 miljoen inwoners (2000). Het is gelegen op het eiland Sulawesi en grenst enkel aan de provincie Gorontalo, die in december 2000 afgescheiden is van de provincie Noord-Sulawesi.
De hoofdstad van de provincie en tevens grootste stad is Manado. De bevolking in de regio is hoofdzakelijk christelijk (95%) met een hindoeïstische minderheid, wat een uitzondering is in dit hoofdzakelijk islamitische land. De Minahasa vormen de grootste etnische groep.

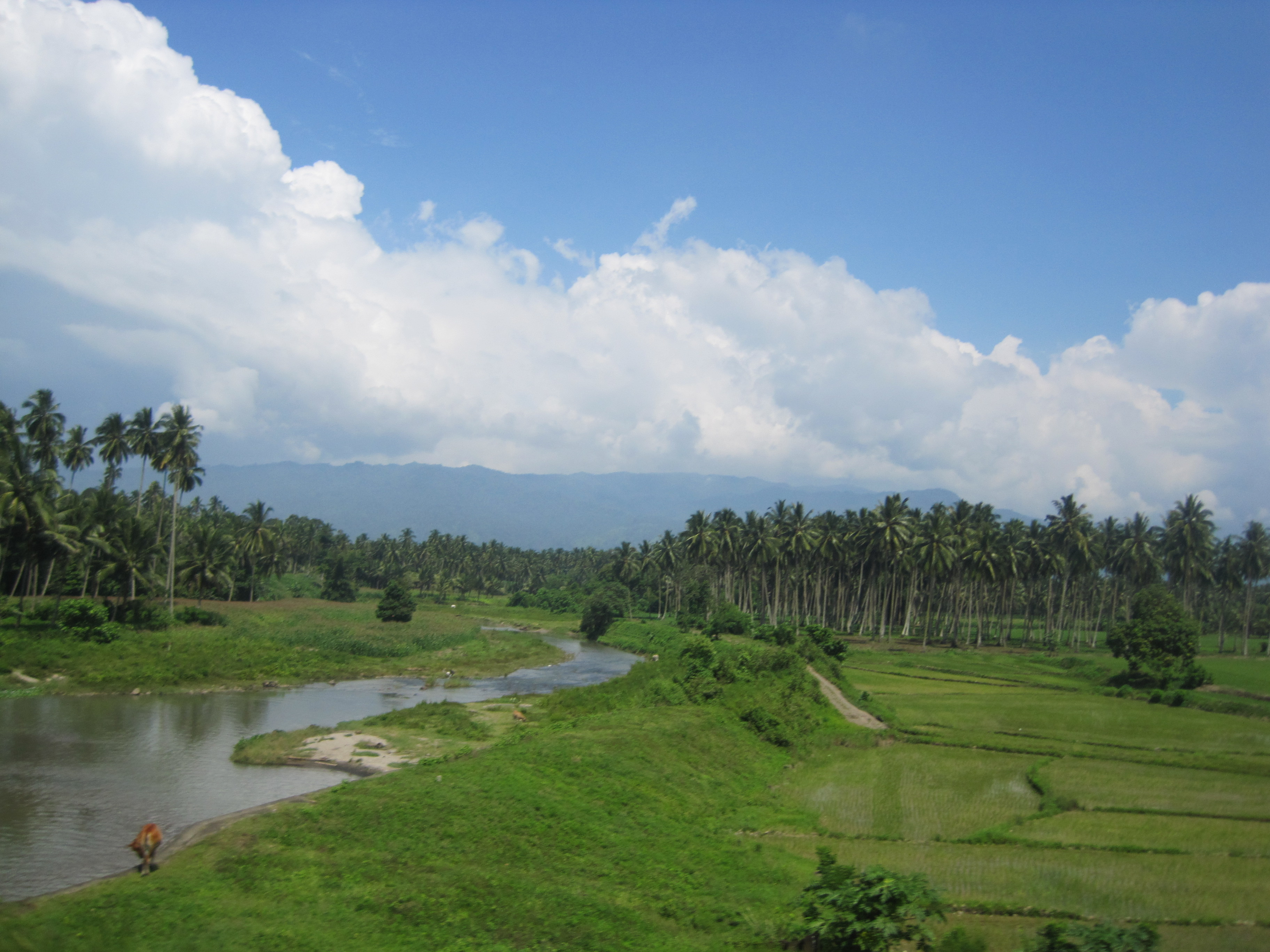
Een landschap in Noord-Sulawesi

## Bestuurlijke indeling
Noord-Sulawesi is onverdeeld in 11 regentschappen (kabupaten)...
- Bolaang Mongondow
- Bolaang Mongondow Selatan
- Bolaang Mongondow Timur
- Bolaang Mongondow Utara
- Kepulauan Siau Tagulandang Biaro
- Kepulauan Talaud
- Minahasa
- Minahasa Selatan
- Minahasa Tenggara
- Minahasa Utara
- Sangihe-eilanden

en vier stadsgemeenten:
- Bitung
- Kotamobagu
- Manado
- Tomohon